# アレキサンドライト

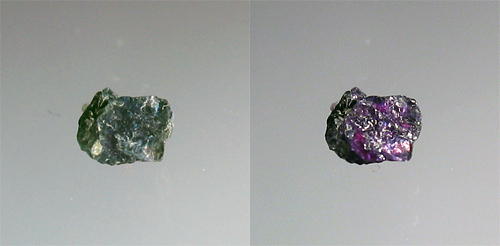
アレキサンドライト。当たる光の種類で色が変わって見えるが、同じ石である

アレキサンドライト（alexandrite、アレクサンドライトとも）は、1830年、ロシア帝国ウラル山脈東側のトコワヤ（Токовой、Рефт）のエメラルド鉱山で発見された。金緑石（クリソベリル、BeAl2O4）の変種。
発見当初はエメラルドと思われていたが、すぐに昼の太陽光下では青緑、夜の人工照明下では赤へと色変化をおこす他の宝石には見られない性質が発見され、珍しいとして当時のロシア皇帝ニコライ1世に献上された。巷説では、このロシア帝国皇帝に献上された日である4月29日が、皇太子アレクサンドル2世の12歳の誕生日だったため、 この非常に珍しい宝石にアレキサンドライトという名前がつけられたとされている。また当時のロシアの軍服の色が赤と緑でカラーリングされていたため、ロシア国内で大いにもてはやされたという説もある。
6月の誕生石のひとつである。

## 性質・特徴
結晶構造中のアルミニウムが鉄や特にクロムに小規模に置き換わっている。モース硬度は8.5。アルミニウムがクロムに置換されていることによって、可視光スペクトルの黄色領域の狭い波長領域（520 - 620 nm）に強い吸光を示す。人間の視覚は緑色光に最も感度が高く、赤色光に最も感度が低いため、アレキサンドライトは可視光の全スペクトルが存在する太陽光（または蛍光灯の明かり）の下では緑色がかって見え、緑色光と青色光が弱い白熱灯や蝋燭の明かりの下では赤味を帯びて見える。この色変化は、多色性に起因する結晶を通して見る角度での色相の変化とは無関係である。
1975年には人工合成に成功し商業生産もされてはいるが、合成宝石自体にあまり人気がないのでその量はわずかで、しかも製造経費が高くつくためほとんど市場には出回らない。
人工合成石は、レーザー脱毛向け医療用レーザー装置の媒質としても使用されている。

## 産出地
産地としては　スリランカ、ブラジル、ロシア、インド、タンザニア、そしてマダガスカルなどが挙げられる。
一般にロシアのウラル山脈産の石に優れた変色効果が見られるとされているが、稀産であり滅多に市場に出回らないため、ロシア産というだけで高値がついている場合がある。また一方で同地産は内部にインクルージョンや傷を抱えた石が多いとされている。
ブラジル産には透明度、変色性ともに上質のものがまれにみられる。暗緑色ではなく青みを帯びた緑色に変色するものには、特に高価な価格がついている。
スリランカ産は、大きな石の産出が見られるものの、色変化も含めその品質はいま一つとされている。

## 類似石
変色効果はこの石のみに見られる特徴ではなく、アメシスト、アンデシン、不純物としてバナジウムを含んだサファイアやスピネル、トルマリン、あるいは一部のガーネットにも同様の効果が見られる石がある。
また天然石のみならず、代表的な人造宝石キュービック・ジルコニア(CZ)や、カラーチェンジのサファイア、スピネルについては極めて安価で人工的に合成もできるため、合成アレキサンドライトと触れ込みのある、安物のジュエリーに使われている石はこうした石であることが多い。

## 注
1. ↑  クリソベリルという鉱物名はギリシャ語に由来し、「chryso」は金、「beryl」は緑柱石を意味する。

## 参照及び参考文献
1. ↑  松原聰監修『鉱物の不思議がわかる本』成美堂出版、2009年、101頁。ISBN 978-4-415-03570-3。
2. ↑  “光によって変色する美しい宝石アレキサンドライト”. odolly.  京セラ. 2019年4月7日閲覧。
3. ↑  堀秀道『楽しい鉱物図鑑』草思社、1993年、62頁。ISBN 4-7942-0483-3。
4. 1 2 3 4  “Why does alexandrite appear to change color in sunlight and artificial light?”. 2014年7月14日時点のオリジナルよりアーカイブ。2014年6月6日閲覧。
5. ↑  Xie, Fei; Cao, Yu; Ranchon, Cindy; Hart, Alan; Hansen, Robin; Post, Jeffrey E.; Whitney, Coralyn W.; Dawson-Tarr, Emma et al. (April 9, 2020). “Explanation of the Colour Change in Alexandrites”. Scientific Reports 10 (1):  6130. Bibcode: 2020NatSR..10.6130X. doi:10.1038/s41598-020-62707-3. PMC 7145866. PMID 32273534.
6. ↑  Xie, Fei; Cao, Yu; Ranchon, Cindy; Hart, Alan; Hansen, Robin; Post, Jeffrey E.; Whitney, Coralyn W.; Dawson-Tarr, Emma et al. (April 9, 2020). “Explanation of the Colour Change in Alexandrites”. Scientific Reports 10 (1):  6130. Bibcode: 2020NatSR..10.6130X. doi:10.1038/s41598-020-62707-3. PMC 7145866. PMID 32273534.
7. ↑  堀秀道『楽しい鉱物図鑑2』草思社、1997年、56頁。ISBN 978-4-7942-0753-1。
8. ↑  崎川範行 (1985). 合成宝石の魅力. pp. 47 ISBN 4-5865-0682-2
9. ↑  “脱毛”. 日本形成外科学会. 2019年4月7日閲覧。